# Стихотворение
Стихотворението е творба в стихотворна реч или още в мерена реч (буквално „творение в стихове“). Пълни синоними на понятието са „поетическа творба“, „поетически текст“, „поетическо произведение“. 
Жанрове (разновидности) на стихотворението са поема, балада, ода, елегия, лирическа миниатюра, сонет и др. Често обаче стихотворенията не се отнасят към определен жанр (напр. „Аз съм българче“ от Ив. Вазов, „Две хубави очи“ или „На Лора“ от П. Яворов). През XIX – XX в. терминът се превръща в универсално жанрово означение за лирическа творба.
Стихотворението може да принадлежи към епоса или лириката. Епически поетически жанр е поемата (повествование в стихове); лирически жанрове са елегията, сонетът, миниатюрата.
В случаи, когато се подчертава дължината на текста, е възможно да се прави разграничение между стихотворение и поема. Такова разграничение обаче не засяга същността на текста, а само неговата относителна дължина.

## Основни характеристики на стихотворението
Като стихотворение се определя всяка творба в стихове (всеки текст, който принадлежи към поезията). Пълен синоним на понятието в английски език представлява терминът poem. В българския език се прави разлика между „стихотворение“ и „поема“, основаваща се на модела „вид – подвид“.
Стихотворението често, но незадължително притежава ритмика или римуване. Неримувано стихотворение се нарича „бял стих“.
Популярни твърдения представят стихотворенията като текстове, изразяващи чувства, мелодичност или ритмичност. Такива признаци обаче не са основополагащи за окачествяването на дадена творба като стихотворение.
Основен структурен компонент на стихотворението е стихът. Обособена (графично отделена) съвкупност от стихове се нарича строфа.
Сборник от стихотворения се нарича стихосбирка (синоними: „поетическа сбирка“, „поетически том“, „поетическа книга“).